# Mulder (achternaam)
Mulder is een van oorsprong Nederlandse achternaam. De naam komt van een Nederlands woord voor molenaar.

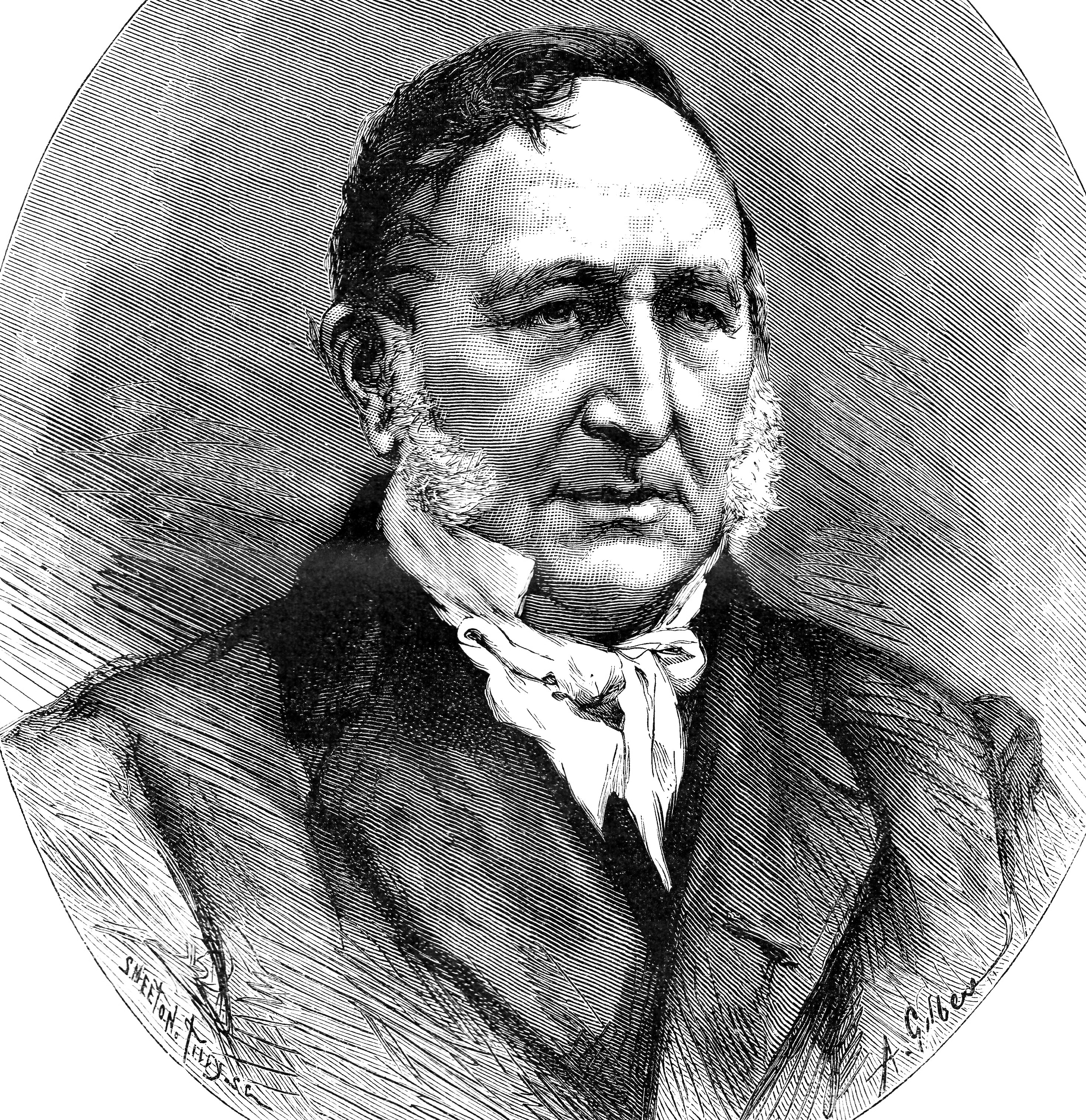
Gerardus Johannes Mulder, Nederlands scheikundige bekend van zijn onderzoek naar de chemische opbouw van proteïnen.

## Aantallen naamdragers

### Nederland
In Nederland kwam de naam in 2007 36.207 keer voor. Daarmee was het de 12e meest voorkomende achternaam. De grootste concentratie woonde toen in Staphorst met 2,34% van de bevolking daar.

### België
In België komt de naam beduidend minder voor, namelijk 309 keer. De grootste concentratie woonde toen in Zutendaal met 0,057% van de bevolking daar (vier personen).

## Nederlandse personen
- Adolph Mulder (1856-1936), architect en bouwhistoricus
- Adriaan Mulder (1880-1966), luchtvaartpionier
- Agnes Mulder (1973), politica
- Bas Mulder (1968), pianist
- Bob Mulder (1974), voetballer
- Catharina Mulder (1723-1798), mosselkeurvrouw (Kaat Mossel)
- Dustley Mulder (1985), voetballer
- Edgar Mulder (1961), politicus
- Eefke Mulder (1977), hockeyster
- Elly Mulder, JA21-politica
- Erwin Mulder (1989), voetballer
- Gerardus Johannes Mulder (1803-1880), scheikundige
- Grietje Mulder (1966), langebaanschaatsster
- Hans Mulder (1987), voetballer
- Herman Mulder (1894-1989), componist
- Ineke Mulder (politicus) (1950), lerares en politica
- Ineke Mulder-van der Veldt (19?), softbalster
- J.H. Mulder (1888-1960), architect
- Jan Mulder (musicus) (1963), pianist en componist
- Jan Mulder (politicus) (1943), politicus en VN-functionaris
- Jan Mulder (schrijver) (1970), schrijver van de boeken Aan De Langeleegte en Jantje, je hebt goud in je benen
- Jan Mulder (voetballer) (1945), voetballer, columnist, schrijver en televisiepersoonlijkheid
- Jo Mulder (1912-2000), dirigente, componiste en toonkunstenares
- Johan Nicolaas Mulder (1915- na 1971), majoor-vlieger
- Johannes Mulder (1769-1810), verloskundige
- Karen Mulder (1968), fotomodel
- Kirsten Mulder (1973), actrice
- Klaas Jan Mulder (1930-2008), organist, pianist en dirigent
- Ko Mulder (1900-1988), architect en stedenbouwkundige
- Kor Mulder van Leens Dijkstra (1917-1989), schaker
- Lau Mulder (1927-2006), hockeyer
- Michiel Joseph Antoon Mulder 1809-1883), politicus (o.a. burgemeester van Venlo)
- Machteld Mulder (1989), middellangeafstandsloopster
- Mandy Mulder (1987), een Olympisch zeilster in de Ynglingklasse
- Margo Mulder (1969), burgemeester van Goes
- Maud Mulder (1981), zangeres en hockeyster
- Michel Mulder (1986), langebaanschaatser
- Mick Mulder (1991), acteur
- Johan Nicolaas Mulder (1915-1991), legerpiloot en generaal
- Ries Mulder (1909-1973), kunstschilder
- Ronald Mulder (1986), langebaanschaatser
- Saskia Mulder (1973), actrice
- Saskia Mulder (1978), handbalster
- Siemen Mulder (1983), voetbalscheidsrechter
- Siska Mulder (1971), journaliste, columniste en schrijfster
- Teun Mulder (1981), baanwielrenner
- Tiny Mulder (1921-2010), Friestalig journaliste, dichteres, kinderboekenschrijfster, vertaalster en verzetsstrijdster
- Tom Mulder (1947-2020), radio-dj
- Willem Cornelis Mulder (1850-1920), architect
- Willem Seymour Mulder (1820-1896), onderwijzer, klerk, belastingdeurwaarder en (Drentstalig) dichter
- Youri Mulder (1969), voetballer en voetbalanalist

## Belgische personen
- Charles Mulder (1897-?), bobsleeër
- Frans De Mulder (1937-2001), wielrenner

## Surinaamse personen
- Bas Mulder, pater en sporter